# Crash
Crash je americký dramatický film z roku 2005 režírovaný Paulem Haggisem. Film je o rasistickém a sociálním napětí v Los Angeles. Scénář byl inspirován příhodou, která se stala Huggisovi roku 1991, kdy mu bylo ukradeno Porsche před videopůjčovnou v LA. Hlavní role ve filmu hrají Sandra Bullock, Don Cheadle, Matt Dillon, Jennifer Esposito, William Fichtner, Brendan Fraser, Terrence Howard, Chris "Ludacris" Bridges, Thandie Newton, Michael Peña a Ryan Phillippe. Vyhrál tři Oscary za nejlepší film, nejlepší originální scénář a nejlepší střih za rok 2005.

## Obsazení
| Sandra Bullock           | Jean Cabot            |
| Don Cheadle              | Det. Graham Waters    |
| Matt Dillon              | Strážník John Ryan    |
| Jennifer Esposito        | Ria                   |
| William Fichtner         | Jake Flanagan         |
| Brendan Fraser           | Rick Cabot            |
| Terrence Howard          | Cameron Thayer        |
| Chris "Ludacris" Bridges | Anthony               |
| Thandie Newton           | Christine Thayer      |
| Ryan Phillippe           | Strážník Tommy Hansen |
| Larenz Tate              | Peter Waters          |
| Michael Peña             | Daniel Ruiz           |
| Shaun Toub               | Farhad                |

## Přijetí

### Tržby
Film vydělal 54,5 milionů dolarů v Severní Americe a 43,8 milionů dolarů v ostatních oblastech, celkově tak vydělal 98,4 milionů dolarů po celém světě. Rozpočet filmu činil 6,5 milionů dolarů.

### Recenze
Film získal pozitivní recenze od kritiků. Na recenzní stránce Rotten Tomatoes získal z 227 započtených recenzí 75 procent s průměrným ratingem 7,3 bodů z deseti. Na serveru Metacritic snímek získal z 36 recenzí 69 bodů ze sta. Na Česko-Slovenské filmové databázi snímek získal 85%.

## Ocenění
| Ocenění                                           | Kategorie                                      | Nominovaný                   | Výsledek  |
| ------------------------------------------------- | ---------------------------------------------- | ---------------------------- | --------- |
| Oscar                                             | Nejlepší mužský herecký výkon ve vedlejší roli | Matt Dillon                  | nominace  |
| Oscar                                             | Nejlepší režie                                 | Paul Haggis                  | nominace  |
| Oscar                                             | Nejlepší střih                                 | Hughes Winborne              | vítězství |
| Oscar                                             | Nejlepší film                                  | Paul Haggis a Cathy Schulman | vítězství |
| Oscar                                             | Nejlepší filmová skladba                       | „In The Deep“                | nominace  |
| Oscar                                             | Nejlepší původní scénář                        | Paul Haggis a Robert Moresco | vítězství |
| ALMA Awards                                       | Nejlepší mužský herecký výkon v hlavní roli    | Michael Peña                 | vítězství |
| Austin Film Critics Association                   | Nejlepší režie                                 | Paul Haggis                  | vítězství |
| Austin Film Critics Association                   | Nejlepší film                                  | Crash                        | vítězství |
| Filmová cena Britské akademie                     | Nejlepší kamera                                | J. Michael Muro              | nominace  |
| Filmová cena Britské akademie                     | Nejlepší režie                                 | Paul Haggis                  | nominace  |
| Filmová cena Britské akademie                     | Nejlepší střih                                 | Hughes Winborne              | nominace  |
| Filmová cena Britské akademie                     | Nejlepší film                                  | Crash                        | nominace  |
| Filmová cena Britské akademie                     | Nejlepší zvuk                                  | Crash                        | nominace  |
| Filmová cena Britské akademie                     | Nejlepší původní scénář                        | Paul Haggis a Robert Moresco | vítězství |
| Filmová cena Britské akademie                     | Nejlepší mužský herecký výkon ve vedlejší roli | Don Cheadle                  | nominace  |
| Filmová cena Britské akademie                     | Nejlepší mužský herecký výkon ve vedlejší roli | Matt Dillon                  | nominace  |
| Filmová cena Britské akademie                     | Nejlepší ženský herecký výkon ve vedlejší roli | Thandie Newton               | vítězství |
| Black Reel Awards                                 | Nejlepší mužský herecký výkon v hlavní roli    | Don Cheadle                  | nominace  |
| Black Reel Awards                                 | Nejlepší obsazení                              | Crash                        | vítězství |
| Black Reel Awards                                 | Nejlepší film                                  | Crash                        | vítězství |
| Black Reel Awards                                 | Nejlepší mužský herecký výkon ve vedlejší roli | Terrence Howard              | vítězství |
| Black Reel Awards                                 | Nejlepší mužský herecký výkon ve vedlejší roli | Matt Dillon                  | nominace  |
| Black Reel Awards                                 | Nejlepší ženský herecký výkon ve vedlejší roli | Thandie Newton               | nominace  |
| Critics' Choice Awards                            | Nejlepší obsazení                              | Crash                        | vítězství |
| Critics' Choice Awards                            | Nejlepší režie                                 | Paul Haggis                  | nominace  |
| Critics' Choice Awards                            | Nejlepší film                                  | Crash                        | nominace  |
| Critics' Choice Awards                            | Nejlepší mužský herecký výkon ve vedlejší roli | Matt Dillon                  | nominace  |
| Critics' Choice Awards                            | Nejlepší mužský herecký výkon ve vedlejší roli | Terrence Howard              | nominace  |
| Critics' Choice Awards                            | Nejlepší scénář                                | Paul Haggis a Robert Moresco | vítězství |
| Chicago Film Critics Association Awards           | Nejlepší film                                  | Crash                        | vítězství |
| Chicago Film Critics Association Awards           | Nejlepší scénář                                | Paul Haggis a Robert Moresco | vítězství |
| Chicago Film Critics Association Awards           | Nejlepší mužský herecký výkon ve vedlejší roli | Terrence Howard              | nominace  |
| Dallas-Fort Worth Film Critics Association Awards | Nejlepší mužský herecký výkon ve vedlejší roli | Matt Dillon                  | vítězství |
| Directors Guild of America Awards                 | Nejlepší režie                                 | Paul Haggis                  | nominace  |
| Empire Awards                                     | Nejlepší mužský herecký výkon                  | Matt Dillon                  | nominace  |
| Empire Awards                                     | Nejlepší ženský herecký výkon                  | Thandie Newton               | vítězství |
| Empire Awards                                     | Nejlepší film                                  | Crash                        | nominace  |
| Empire Awards                                     | Nejlepší scéna                                 | Crash                        | nominace  |
| Zlatý glóbus                                      | Nejlepší scénář                                | Paul Haggis a Robert Moresco | nominace  |
| Zlatý glóbus                                      | Nejlepší mužský herecký výkon ve vedlejší roli | Matt Dillon                  | nominace  |
| NAACP Image Awards                                | Nejlepší film                                  | Crash                        | vítězství |
| NAACP Image Awards                                | Nejlepší mužský herecký výkon ve vedlejší roli | Terrence Howard              | vítězství |
| NAACP Image Awards                                | Nejlepší mužský herecký výkon ve vedlejší roli | Chris "Ludacris" Bridges     | nominace  |
| NAACP Image Awards                                | Nejlepší mužský herecký výkon ve vedlejší roli | Don Cheadle                  | nominace  |
| NAACP Image Awards                                | Nejlepší mužský herecký výkon ve vedlejší roli | Larenz Tate                  | nominace  |
| NAACP Image Awards                                | Nejlepší ženský herecký výkon ve vedlejší roli | Thandie Newton               | nominace  |
| Producers Guild of America Awards                 | Nejlepší producent                             | Paul Haggis a Cathy Schulman | nominace  |
| Screen Actors Guild Awards                        | Nejlepší obsazení                              | Crash                        | vítězství |
| Screen Actors Guild Awards                        | Nejlepší mužský herecký výkon ve vedlejší roli | Don Cheadle                  | nominace  |
| Screen Actors Guild Awards                        | Nejlepší mužský herecký výkon ve vedlejší roli | Matt Dillon                  | nominace  |
| Vancouver Film Critics Circle                     | Nejlepší mužský herecký výkon ve vedlejší roli | Terrence Howard              | vítězství |
| Washington D.C. Area Film Critics Association     | Nejlepší obsazení                              | Crash                        | vítězství |
| Washington D.C. Area Film Critics Association     | Nejlepší film                                  | Crash                        | nominace  |
| Washington D.C. Area Film Critics Association     | Nejlepší původní scénář                        | Paul Haggis a Robert Moresco | vítězství |
| Washington D.C. Area Film Critics Association     | Nejlepší mužský herecký výkon ve vedlejší roli | Matt Dillon                  | nominace  |
| Washington D.C. Area Film Critics Association     | Nejlepší mužský herecký výkon ve vedlejší roli | Terrence Howard              | nominace  |
| Writers Guild of America Awards                   | Nejlepší původní scénář                        | Paul Haggis a Robert Moresco | vítězství |